# 刘仲藜
刘仲藜（1934年10月—），男，浙江宁波人，中华人民共和国政治人物。中共中央党校培训部大专学历，高级经济师。曾长期在国务院的财经部门担任高级领导职务。曾任第十届全国政协常委、经济委员会主任，中华人民共和国财政部部长，国家税务总局局长，全国社会保障基金理事会的首任理事长，中共第十四、十五届中央委员等职。现任中国注册会计师协会会长，中石化董事会独立非执行董事。

## 生平
刘仲藜1954年加入中国共产党。早年长期在黑龙江省工作。从政府部门的普通公务员做起，先后在黑龙江省商业厅、计划经济委员会供职，历任计委综合处副处长、副秘书长、副主任、主任等职。1985年5月出任黑龙江省人民政府副省长。
1988年调入财政部，任副部长、兼国务院企业管理指导委员会副主任；1990年出任国务院副秘书长、兼机关党组副书记。1992年9月，刘仲藜进入李鹏“内阁”，出任财政部长；并曾与1994年至1998年间，兼任国家税务总局局长。1998年3月，朱镕基出任国务院总理后，刘仲藜被任命为国务院经济体制改革办公室主任。
2000年12月，已经超过正部级干部任职年龄界限的刘仲藜，又被宣布出任刚刚组建的全国社会保障基金理事会的首任理事长。2003年3月，当选为第十届全国政协常委、经济委员会主任，并于2008年3月届满退休。